# Принцип на Дирихле
Принцип на Дирихле, известен още и като принципа на чекмеджетата (разпределянето) в най-общата си формулировка гласи:
Да предположим, че m предмета са разположени в n клетки (чекмеджета). Ако m > n, то поне една от клетките съдържа не по-малко от m:n предмета, а също така в поне една друга клетка има не повече от m:n предмета.
Най-разпространената формулировка е:
Да предположим, че няколко предмета са разположени в чекмеджета. Ако предметите са повече от чекмеджетата, то тогава в поне едно чекмедже има повече от един предмет. 